# Diálogos de Platão

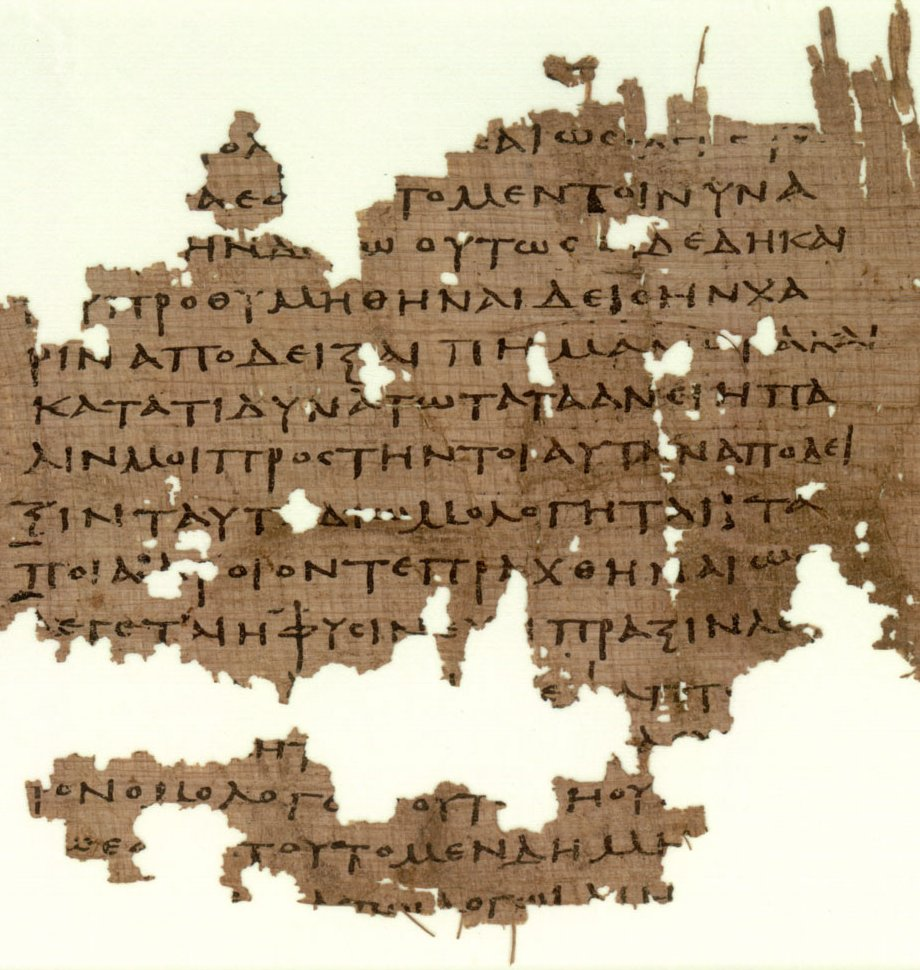
P.Oxy. LII 3679, com trecho da República, de Platão

Os diálogos de Platão representam a filosofia platônica na sua forma escrita. Ao contrário de seus predecessores pré-socráticos (que escreveram ora em poesia, ora em prosa) e de seu mestre Sócrates (que, deliberadamente, não deixou nenhum escrito), Platão confiou ao diálogo a expressão e transmissão de sua filosofia. O diálogo platônico tem sua origem na dialética socrática e visa reproduzi-la.
Trinta e cinco diálogos e treze cartas são tradicionalmente atribuídas a Platão. No entanto, é tema de controvérsia e discussão tanto a autenticidade quanto a cronologia dos diálogos. Já na Antiguidade circulavam textos sabidamente apócrifos com o nome de Platão. Também não há acordo a respeito da autenticidade das cartas. Estas obras também foram publicadas em diversas épocas, e das mais variadas maneiras, o que levou a diferentes convenções no que diz respeito à nomenclatura e referenciação dos textos.
A organização clássica da obra platônica em tetralogias deve-se ao gramático alexandrino Trasilo de Mendes (que também organizou as obras de Demócrito de Abdera do mesmo modo). As tetralogias dos diálogos platônicos organizados por Trasilo tem a seguinte disposição, onde as obras assinaladas com (*) tem autenticidade duvidosa e as obras assinaladas com (**) são consideradas apócrifas:
- I. Eutífron  · Apologia de Sócrates (monólogo)  · Críton  · Fédon
- II. Crátilo  · Teeteto  · Sofista  · Político
- III. Parmênides  · Filebo  · O Banquete  · Fedro
- IV. Primeiro Alcibíades (*)  · Segundo Alcibíades (**)  · Hiparco (**)  · Amantes rivais (**)
- V. Teages (**)  · Cármides  · Laques  · Lísis
- VI. Eutidemo  · Protágoras  · Górgias  · Mênon
- VII. Hípias maior (*)  · Hípias menor  · Íon  · Menexêno
- VIII. Clitofon (*)  · A República  · Timeu  · Crítias
- IX. Minos (**)  · Leis  · Epínomis (**)  · Epístolas (*)

Além destas obras, os seguintes diálogos circularam sob o nome de Platão:
Axíoco (**)  · Definições (**)  · Da justiça (**)  · Da virtude (**)  · Demódoco (**)  · Sísifo (**)  · Hálcion (**)  · Eríxias (**)
A correta avaliação dos escritos platônicos, a ligação entre os temas abordados nos diálogos além dos problemas de cronologia e autenticidade suscitam debates. Todavia, um dos mais intricados problemas relacionado ao pensamento de Platão diz respeito ao que se convencionou chamar de doutrina não-escrita. Tal doutrina Platão não desejou confiar à escrita, uma vez que a julgava demasiado complexa e de suma importância para uma exposição convencional.
Frequentemente, as personagens que figuram nos diálogos platônicos são personagens históricas, como, por exemplo, Parmênides, Górgias e Protágoras. Outras personagens, entretanto, parecem fictícias ou de existência duvidosa.